# Guy D'haeseleer
Guy August Marie-Louise D'haeseleer (Ninove, 12 maart 1969) is een Belgisch Vlaams-nationalistisch politicus voor het Vlaams Belang. Sinds 2024 is hij burgemeester van Ninove.

## Levensloop
D'haeseleer is van opleiding sociaal adviseur aan de Erasmushogeschool Brussel, een diploma dat hij behaalde in 1990. Hij was van 1990 tot 1991 kabinetsmedewerker van toenmalig minister van Ontwikkelingssamenwerking André Geens. Hij werkte nadien van 1991 tot 1992 als consulent bij de Vlaamse Dienst voor Arbeidsbemiddeling en Beroepsopleiding (VDAB) en van 1992 tot 1994 als sociaal inspecteur bij de Rijksdienst voor Arbeidsvoorziening (RVA). Van 1994 tot 1999 was hij parlementair medewerker van de Vlaams Blok-fractie in de Kamer van volksvertegenwoordigers. 
Bij de verkiezingen van juni 1999 werd D'haeseleer voor het arrondissement Aalst-Oudenaarde verkozen tot lid van de Kamer van volksvertegenwoordigers en werd in 2003 voor de kieskring Oost-Vlaanderen herkozen in deze functie. Hij bleef uiteindelijk Kamerlid tot in mei 2014 en bij de verkiezingen van 2007 en 2010 was hij lijsttrekker van de Vlaams Belang-lijst voor de Kamer in de kieskring Oost-Vlaanderen. In de Kamer was hij van 2007 tot 2010 de eerste quaestor namens het Vlaams Belang.
Als voormalig sociaal adviseur was hij in de Kamer lid van de commissies Volksgezondheid en Sociale Zaken. Hij heeft in 2005 samen met Koen Bultinck enkele brochures geschreven over sociale zaken:
- Vergrijzing en arbeidsmarkt
- Naar een Vlaamse gezondheidszorg
- Naar een socialer Vlaanderen

Bij de verkiezingen van mei 2014 trok D'haeseleer de Vlaams Belang-lijst voor het Vlaams Parlement in de kieskring Oost-Vlaanderen en werd verkozen. In het Vlaams Parlement nam hij zitting in de commissie Wonen, waar hij het beleid rond sociale woningen ging opvolgen. Bij de Vlaamse verkiezingen van mei 2019 werd hij herkozen.
Van 2014 tot 2024 zetelde hij namens zijn partij ook als deelstaatsenator in de Senaat. Van 2019 tot 2024 was hij er fractieleider voor zijn partij. In juni 2024 werd D'haeseleer verkozen voor een derde termijn in het Vlaams Parlement, waarna hij werd aangesteld tot een van de drie secretarissen in het parlementsbestuur, een functie die hij bekleedde tot in december 2024.

### Gemeentepolitiek Ninove
D'Haeseleer is tevens sinds januari 1995 gemeenteraadslid van Ninove, waar hij van 2013 tot 2018 ook OCMW-raadslid was. Bij de gemeenteraadsverkiezingen van 2012 was hij lijsttrekker voor Forza Ninove. Zijn partij werd de grootste en D'haeseleer kreeg de meeste voorkeurstemmen, namelijk 4.981, maar de partij werd niet opgenomen in de bestuurscoalitie. Bij deze verkiezing beloofde hij op Facebook een pint in ruil voor een stemfie. Op basis van die inbreuk werden de verkiezingen ongeldig verklaard door de Oost-Vlaamse Raad voor Verkiezingsbetwistingen, maar de Raad van State vond de tractatie niet serieus genoeg en liet de verkiezingsuitslag overeind.
Bij de gemeenteraadsverkiezingen van 2018 was hij lijsttrekker voor Forza Ninove. Zijn partij werd opnieuw de grootste met een kiespercentage van 40 procent (10.890 stemmen) en 15 van de 33 gemeenteraadszetels. D'haeseleer kreeg ook de meeste voorkeurstemmen, namelijk 8.173. Echter was geen enkele partij bereid samen te werken met Forza Ninove, en daarmee het cordon sanitaire rond Vlaams Belang te doorbreken.
Toen Open VLD, SAMEN en Joost Arents een coalitie vormden in Ninove, startte Forza Ninove een lastercampagne tegen Arents die als toenmalig lid van N-VA, op eigen initiatief in de nieuwe bestuursmeerderheid stapte.
D'Haeseleer kwam tijdens de verkiezingen van 2018 tevens in opspraak voor een racistische Facebookpost uit 2017. Op zijn profiel publiceerde hij een foto van een groep Afrikaanse kinderen vergezeld van een oproep om chocomousse te maken voor een plaatselijk eetfestijn. Tevens was er een promotievideo voor hetzelfde eetfestijn, waarmee Afrikanen en chocomousse opnieuw belachelijk werden gemaakt. Het was voor N-VA uiteindelijk de reden om na de verkiezingen van 2018 niet met Forza Ninove in zee te gaan in het bestuur.
Op de gemeenteraadsverkiezingen van 13 oktober 2024 werd D'Haeseleer met zijn partij Forza Ninove met 47,4 procent van de stemmen voor de derde opeenvolgende keer de grootste partij in Ninove. Persoonlijk kreeg hij als lijsttrekker de meeste voorkeurstemmen, 8.552 in totaal. Daarnaast haalde zijn aan het Vlaams Belang gelieerde partij zelfs de absolute meerderheid in de gemeenteraad met 18 van de 35 zetels, waardoor ze geen andere partij nodig hebben om een nieuw college van burgemeester en schepenen te installeren. Zo werd D'Haeseleer de allereerste burgemeester die Vlaams Belang in haar bestaan voortbracht. Op 5 december nam hij het ambt officieel op. Er is nog wel een gerechtelijk onderzoek lopende naar verkiezingsfraude, omdat bij de stemming volmachten ingediend zijn, waarbij telkens hetzelfde doktersattest gebruikt werd. Het parket nam alle volmachten in beslag.
In april 2025 legde D’haeseleer tijdelijk zijn ambt van burgemeester neer omdat hij moest herstellen van een levertransplantatie als gevolg van een acute, levensbedreigende hepatitis. Eind juni nam hij zijn functie weer op.
Gerelateerde onderwerpen: Partijprogramma · 70-puntenplan · Cordon sanitaire · Racismeklacht